# Medina arnica
Medina arnica là một loài ruồi trong họ Tachinidae.